# Tamara Valderrama
Tamara Valderrama Santomé, nacida en Vigo en 1979, es una patinadora y entrenadora gallega.

## Trayectoria
Comenzó a patinar con ocho años. Compitió en cinco mundiales, en otros tantos campeonatos europeos, seis Copas de Europa, dos Copas de Italia, dos Taças Latinas en Portugal y fue campeona de España absoluta en el año 2000 y podio en todas sus participaciones. En el año 2006 se retira del patinaje individual pero continúa en activo con el Grupo Show del Club Valladares, del que también es coreógrafa y entrenadora de su escuela de promesas, con el que ganó el Torneo de Italia de la especialidad, y de la Asociación Deportiva de Patinaje Artístico de Salvatierra de Miño. 
También es licenciada en INEF y en biología, y compagina as sus actividades dando clases de esta última.